# ホーチキ
ホーチキ株式会社は、日本の火災報知機メーカー。会社名は報知機をカタカナ化したものである。東京証券取引所プライム市場に上場している。
ALSOK（旧：綜合警備保障）の関連会社。

## 概要
火災報知設備、消火設備・ニューメディア・セキュリティシステムなどの開発・製造・販売・施工・保守を行う能美防災に続く業界トップメーカーである。
東京海上火災保険（現・東京海上日動火災保険）などの損害保険会社や生命保険会社などの出資により設立された。1920年には日本で最初の火災報知機を開発・設置した。

## 沿革
- 1918年4月 - 東京報知機株式会社を設立
- 1962年5月 - 町田工場（東京都）を建設
- 1963年7月 - 東京証券取引所第2部に上場
- 1968年11月 - 東京都品川区に本社社屋を建設
- 1969年3月 - 角田工場（宮城県）を建設
- 1972年
  - 5月 - 東京証券取引所第1部に上場
  - 7月 - ホーチキ・アメリカコーポレーションを設立。ホーチキ株式会社に商号変更
- 1991年
  - 1月 - 宮城に新工場を建設
  - 12月 - ホーチキ ヨーロッパ（U.K.）リミテッドを設立
- 2006年2月 - ホーチキ消防科技（北京）有限公司を設立
- 2017年3月 - 東京都港区品川に技術研究所を開設

## 事業所一覧

### 工場・研究所
- 開発研究所：東京都町田市
- 総合防災実験場：宮城県角田市
- 町田工場：東京都町田市
- 宮城工場：宮城県角田市
- 茨城工場：茨城県結城郡

### 支店・支社・営業所
- 支店

東京、横浜、名古屋、関西
- 支社

北海道、東北、千葉、西関東、北関東、上信越、新潟、静岡、京都、神戸、高松、中国（広島）、九州、豊田
- 営業所

盛岡、福島、宇都宮、川崎、長野、富山、金沢、岡山、福山、松江、山口、北九州、熊本、宮崎、鹿児島、長崎・徳島には駐在事務所あり。

### グループ会社（一部抜粋）
- 海外
  - ホーチキ・アメリカコーポレーション
  - ホーチキヨーロッパ(U.K.)リミテッド
  - ホーチキ消防科技(北京)有限公司
- 国内
  - ホーチキエンジニアリング株式会社
  - ホーチキ商事株式会社
  - 株式会社ホーチキ物流センター

## スポンサーについていた番組
- 大空港（フジテレビ系）
- しゃべくり007（日本テレビ系）
- 日本史サスペンス劇場（日本テレビ系）
- がっちりマンデー!!（TBS系）